# Badminton-Juniorenweltmeisterschaft 2023
Die Badminton-Juniorenweltmeisterschaft 2023 fand vom 25. September bis zum 8. Oktober 2023 in Spokane in den USA statt. Zuerst wurde während der WM der Teamweltmeister ermittelt, anschließend die Einzelweltmeister.

## Medaillengewinner
| Disziplin    | Gold | Silber | Bronze |
| ------------ | --- | --- | --- |
| Herreneinzel | Alwi Farhan | Hu Zhean | Alex Lanier |
| Herreneinzel | Alwi Farhan | Hu Zhean | Ayush Shetty |
| Dameneinzel  | Pitchamon Opatniput | Chiara Marvella Handoyo | Huang Linran |
| Dameneinzel  | Pitchamon Opatniput | Chiara Marvella Handoyo | Xu Wenjing |
| Herrendoppel | Ma Shang Zhu Yijun | Lai Po-yu Tsai Fu-cheng | Bryan Jeremy Goonting Aaron Tai |
| Herrendoppel | Ma Shang Zhu Yijun | Lai Po-yu Tsai Fu-cheng | Huang Jui-hsuan Huang Tsung-i |
| Damendoppel  | Maya Taguchi Aya Tamaki | Francesca Corbett Allison Lee | Mei Sudo Nao Yamakita |
| Damendoppel  | Maya Taguchi Aya Tamaki | Francesca Corbett Allison Lee | Ririna Hiramoto Riko Kiyose |
| Mixed        | Liao Pinyi Zhang Jiahan | Zhu Yijun Huang Kexin | Low Han Chen Chong Jie Yu |
| Mixed        | Liao Pinyi Zhang Jiahan | Zhu Yijun Huang Kexin | Jonathan Farrell Gosal Priskila Venus Elsadai |
| Mannschaft   | Volksrepublik China Chen Yongrui Gao Jiaxuan Hu Zhean Liao Pinyi Ma Shang Wang Zijun Xu Huayu Zhang Lejian Zhang Ning Zhu Yijun Chen Fanshutian Huang Kexin Huang Linran Jiang Peixi Li Huazhou Liao Lixi Shou Qunyu Xu Wenjing Zhang Jiahan Zhang Wenxiao | Indonesien Muhammad Reza Al Fajri Alwi Farhan Muhammad Al Farizi Dexter Farrell Jonathan Farrell Gosal Bodhi Ratana Teja Gotama Nikolaus Joaquin Wahyu Agung Prasetyo Adrian Pratama Prahdiska Bagas Shujiwo Priskila Venus Elsadai Meisa Rizka Fitria Chiara Marvella Handoyo Anisanaya Kamila Felisha Pasaribu Mutiara Ayu Puspitasari Maulida Aprilia Putri Az Zahra Ditya Ramadhani Ruzana Thalita Ramadhani Wiryawan | Malaysia Eogene Ewe Muhammad Faiq Bryan Jeremy Goonting Kang Khai Xing Lee Jan Jireh Lok Hong Quan Low Han Chen Sng Wei Ming Aaron Tai Chan Wen Tse Chong Jie Yu Lai Ting Cen Ong Xin Yee Oo Shan Zi Carmen Ting Ung Yi Xing Siti Zulaikha                                                  |
| Mannschaft   | Volksrepublik China Chen Yongrui Gao Jiaxuan Hu Zhean Liao Pinyi Ma Shang Wang Zijun Xu Huayu Zhang Lejian Zhang Ning Zhu Yijun Chen Fanshutian Huang Kexin Huang Linran Jiang Peixi Li Huazhou Liao Lixi Shou Qunyu Xu Wenjing Zhang Jiahan Zhang Wenxiao | Indonesien Muhammad Reza Al Fajri Alwi Farhan Muhammad Al Farizi Dexter Farrell Jonathan Farrell Gosal Bodhi Ratana Teja Gotama Nikolaus Joaquin Wahyu Agung Prasetyo Adrian Pratama Prahdiska Bagas Shujiwo Priskila Venus Elsadai Meisa Rizka Fitria Chiara Marvella Handoyo Anisanaya Kamila Felisha Pasaribu Mutiara Ayu Puspitasari Maulida Aprilia Putri Az Zahra Ditya Ramadhani Ruzana Thalita Ramadhani Wiryawan | Chinesisch Taipeh Bao Xin Da Gu La Wai Chuang Yu-chieh Huang Jui-hsuan Huang Tsung-i Lai Po-yu Lin Yu-cheng Liu Yi Ma Cheng-yi Tsai Cheng-ying Tsai Fu-cheng Chung Chia-en Du Yi-chen Hsieh Yi-en Huang Tzu-lng Huang Yun-shiuan Jheng Yu-chieh Lin Yu-hao Peng Yu-wei Wang Pei-yu Yu Ru-yi |